# Silver Jubilee Bridge
Le Silver Jubilee Bridge ou Runcorn Bridge est un pont en arc qui traverse le fleuve Mersey et le canal maritime de Manchester entre Runcorn et Widnes dans le borough de Halton, en Angleterre.
Ce pont routier est inscrit sur la liste du patrimoine national anglais comme un bâtiment classé de Grade II.
Le nom Silver Jubilee Bridge remonte aux années 1975–1977 et fait référence au jubilé d'argent de l'accession au pouvoir de la reine Élisabeth II. Il a remplacé l'ancien pont transbordeur de Runcorn-Widnes.